# Parallelle evolutie

Divergente evolutie, parallelle evolutie en convergente evolutie

Parallelle evolutie is de evolutionaire ontwikkeling van dezelfde functie die onafhankelijk van elkaar plaatsvindt bij verwante taxonomische groepen. Daarmee onderscheidt parallelle evolutie zich van convergente evolutie, waar dezelfde functie ontstaat bij niet-verwante groepen. Dit kan optreden in gescheiden ecosystemen waar de groepen een vergelijkbare selectiedruk ondervinden.